# Enamorada (canción de Paulina Rubio)
«Enamorada» es una canción escrita por Paulina Rubio, junto a César Valle Rojas e interpretada por la cantante mexicana Paulina Rubio, fue producida por ella misma, junto a Marco Flores e incluida en el año de 1996 en el cuarto álbum de estudio de la cantante, Planeta Paulina. En relación con su desempeño comercial, la canción es considerada como el último sencillo con el sello discográfico EMI Music que sostuvo un gran éxito ya que figuró en el Top 10 en las listas musicales de sencillos en Centroamérica, México y Chile.   
Entre abril y mayo de 1997, «Enamorada» fue lanzada baja la licencia de EMI Capitol Records como el tercer sencillo de Planeta Paulina. Con ello, se convirtió en el decimotercer sencillo cronológico de Paulina Rubio. Posteriormente se lanzó el b-side del sencillo, «I'm So In Love», cuya promoción fue escasa y terminó dos meses después de su publicación, a consecuencia de la renuncia de contrato que la cantante solicitó al sello discográfico.
Por su parte, en cuanto a su estructura musical, «Enamorada» es en esencia una balada creada sobre la base de una melodía de piano, respaldada del género dance-pop. Su letra se centra en una relación a punto de perderse a consecuencias de intrigas y engaños suscitado por el novio de la intérprete; De igual forma, el video musical muestra una línea de historia simultánea a la lírica de la canción. Dirigido por Fernando De Garay, muestra el romance de una pareja homosexual recorriendo la ciudad de Nueva York. 
Con ello, en 1997 como pionera, Paulina Rubio rompió los tabúes en Hispanoamérica al hablar abiertamente de la homosexualidad y enfermedades de transmisión sexual como el VIH/sida, años más tarde los críticos de la cultura popular elogiarían su trabajo como un acto de valentía y vanguardia durante esa época.

## Composición y producción
«Enamorada» fue escrita por la propia Paulina Rubio con el respaldo de César Valle, quien ya había trabajado con ella en sus tres primeros producciones discográficas. Poco después se grabó en los estudios de Midnight en Miami, Florida y su producción estuvo a cargo de Marco Flores. En 1996, la canción se incluyó en su cuarto álbum de estudio, Planeta Paulina, figurando junto a otras tres canciones sus créditos de escritura incluidas en el disco.

## Videoclip
Enamorada está acompañado de su video y una historia bastande peculiar que tal vez muchos de los cantantes latinos de los 90's no se atrevieron a hacerlo. El videoclip se filmó en la Ciudad de México y en la ciudad de Nueva York, a lado del director Fernando De Garay -quien ya había trabajado con ella anteriormente-.  
La trama del video trata de una joven (Paulina) que se ha dado cuenta de que su novio la engaña con otro hombre, por lo cual se encuentra en su habitación para hablar con él, pero su sorpresa es cuando escucha entrar a él y a su pareja al cuarto. Sin embargo, ella decide dejarle un recado en el espejo con lápiz labial, pero después lo borra. Encerrada en la recámara, finalmente decide vestirse de hombre e irse.

## Formatos
| Maxisencillo México. |                                           |          |  |
| N.º                  | Título                                    | Duración |  |
| 1.                   | «Enamorada» (Álbum Versión)               | 03:27    |  |
| 2.                   | «I'm So In Love» (Álbum Versión)          | 03:24    |  |
| 3.                   | «I'm So In Love» (Mijangos Classics Mix)  | 07:06    |  |
| 4.                   | «I'm So In Love» (Mijangos Classics Edit) | 04:13    |  |